# Lenguas papel
Las lenguas papel o manjaku del sur de Senegal (Casamance), Gambia y el noroeste de Guinea-Bissau son un grupo filogenético bien establecido dentro de las lenguas bak y forman un continuo dialectal. Los nombres usuales usados para referirse a ellas son exónimos.

## Clasificación
Doneux (1975) clasificó las lenguas manjaku (papel) de la siguiente manera.
- Manjaku
  - Mankañ
    - Hula
    - Woo

  - Cur
  - Central
    - Bok
      - Lund
      - Bok
      - Tsaam
      - Siärär

    - Costero:
      - Yu
      - Sis
      - Pèpèl